# Тароци, Балаж
Бала́ж Таро́ци (венг. Balázs Taróczy; р. 9 мая 1954, Будапешт) — венгерский профессиональный теннисист и теннисный тренер.
- Двукратный победитель турниров Большого шлема в мужском парном разряде
- Трёхкратный победитель итогового турнира WCT в парном разряде
- В общей сложности победитель 13 профессиональных турниров в одиночном и 26 — в парном разряде
- Шестикратный чемпион Венгрии[1]

## Спортивная карьера
В 1973 году 19-летний Балаж Тароци заявил о себе как об одном из лидеров венгерского тенниса. В этом году он впервые выступил в составе сборной Венгрии в Кубке Дэвиса, принеся ей три очка в матче с командой Греции и одно из двух очков в матче с советской командой. В августе на Универсиаде в Москве он завоевал серебряную медаль в одиночном разряде и «бронзу» — в паре с Берталаном Чокняи. В 1974 году Тароци нанёс на грунтовых кортах Монте-Карло поражение одному из ведущих мастеров игры на грунте — Мануэлю Орантесу. В мае во Флоренции он вышел в паре с Робертом Маханом в первый за карьеру финал профессионального турнира, а в июле на Открытом чемпионате Австрии повторил этот успех с Франтишеком Палой в парном разряде, а в одиночном завоевал свой первый профессиональный титул. При этом по пути в финал он вновь переиграл Орантеса, незадолго до этого ставшего финалистом Открытого чемпионата Франции.
В 1976 году Тароци проявил себя как лидер сборной Венгрии, принеся ей девять очков в девяти играх с соперниками из Бельгии, Египта и Чехословакии (среди которых был и трёхкратный победитель турниров Большого шлема Ян Кодеш) по пути в финал Европейской зоны, где венгры проиграли советской сборной. В финале Тароци принёс команде единственное очко, обыграв Теймураза Какулия. На индивидуальном уровне он завоевал свой второй титул в одиночним разряде, выиграв Открытый чемпионат Нидерландов, а перед этим дошёл до четвертьфинала на Открытом чемпионате Франции, победив по ходу турнира Яна Кодеша и действующих чемпиона и вице-чемпиона Уимблдона — Артура Эша и Колина Даудсвелла. В парном разряде он дважды дошёл до финала профессиональных турниров, но ему по-прежнему не удавалось добыть чемпионское звание в парах. Свой первый парный титул он завоевал на следующий год в Мюнхене с Франтишеком Палой.
В 1978 году Тароци одержал вторую победу в Открытом чемпионате Нидерландов в одиночном разряде и первую — в парном. Обе эти победы открыли его беспрецедентные чемпионские серии на этом турнире: с 1978 по 1982 год он выигрывал Открытый чемпионат Нидерландов пять раз подряд в одиночном разряде, а в парном — четыре раза подряд, из них три с местным фаворитом Томом Оккером. За эти годы он завоевал ещё шесть чемпионских званий в одиночном разряде на других турнирах, в том числе на Международном чемпионате Испании, Открытом чемпионате Швеции и Открытом чемпионате Японии — все на грунтовых кортах.
К февралю 1982 года Тароци поднялся до 13-го места в рейтинге сильнейших теннисистов мира. Однако именно к этому моменту его успехи в парах стали превосходить аналогичные достижения в одиночном разряде. Это было связано с тем, что в 1981 году партнёром Тароци, уже одержавшего девять побед на профессиональных парных турнирах, стал молодой швейцарец Хайнц Гюнтхардт. Уже в апреле они победили на престижном турнире в Монте-Карло, а в начале июня выиграли Открытый чемпионат Франции, успев до конца года добавить к этим двум победам ещё три. В начале января 1982 года Гюнтхардт и Тароци приняли участие в Итоговом турнире WCT, в котором играли лучшие пары по итогам завершившегося сезона, и победили, выиграв все пять своих встреч. Через год они снова были приглашены для участия в Итоговом турнире WCT, хотя сезон 1982 года провели без особого блеска, завоевав только один титул (на Открытом чемпионате Италии) при том, что в финалах играли шесть раз. Тем не менее и в 1983 году им удалось победить в Итоговом турнире WCT, вновь пройдя дистанцию без поражений. После этого, как и в предыдущем сезоне, они за год шесть раз выходили в финал, но на сей раз в четырёх из шести случаев праздновали победу. Успешные выступления оборвались в июле после побед на Открытом чемпионате Нидерландов и на «челленджере» в Ной-Ульме, после чего Тароци не выступал до конца года за исключением двух матчей в Женеве в сентябре. Он пропустил за это время Открытый чемпионат США и финал Европейской зоны Кубка Дэвиса.
Тароци вернулся на корт в начале 1984 года, чтобы участвовать с Гюнтхардтом в третьем подряд Итоговом турнире WCT. На этот раз, однако, они выиграли только одну встречу из трёх и не вышли даже в полуфинал. В течение последующего сезона им не удавалось выиграть ни одного турнира, хотя они четыре раза играли в финалах — в том числе на крупных хардовых турнирах в Индианаполисе и Цинциннати, а на Открытом чемпионате США дошли до полуфинала. В январе 1985 года они снова проиграли в финале — на этот раз на Итоговом турнире WCT — и лишь в феврале сумели переломить тенденцию, выиграв крупный хардовый турнир в Калифорнии, победив в полуфинале лучшую пару мира Томаш Шмид-Павел Сложил. Летом Гюнтхардт и Тароци неожиданно одержали победу на Уимблдонском турнире. Это был единственный титул за карьеру Тароци, завоёванный на травяных кортах, но благодаря удачной жеребьёвке они с Гюнтхардтом за весь турнир не сыграли ни с одной из ведущих пар: их сильнейшие соперники, Джон Фицджеральд и Пэт Кэш, занимали перед турниром соответственно 10-е и 16-е место в парном рейтинге. Сам же Тароци после этой победы поднялся в рейтинге с 15-го места на пятое, а к середине июля — на третье, высшее в карьере.
В начале 1986 года Гюнтхардт и Тароци приняли участие сразу в двух итоговых турнирах предыдущего сезона — сначала в Итоговом турнире WCT, где одержали третью победу за пять лет, а затем в аналогичном турнире ATP, где, напротив, проиграли уже в первом круге. После этого объём выступлений Тароци стал сокращаться. В 1986 году он в последний раз сыграл за сборную Венгрии в Кубке Дэвиса, завершил сезон в июле, а за весь следующий год провёл только два турнира. В апреле 1988 года, в возрасте почти 34 лет, он предпринял достаточно успешную попытку вернуться на корт и за вторую половину года дважды сыграл в финалах турниров Гран-при, один из которых, в Вене, выиграл в паре с хозяином корта Алексом Антоничем. Этот год он закончил в числе ста лучших теннисистов мира в парном разряде, а за первую половину 1989 года ещё трижды побывал в финалах турниров Гран-при, завоевав в Мюнхене (ровно через 12 лет после своей первой победы в этом городе) свой 26-й титул в паре с Хавьером Санчесом, и вернулся в рейтинге в Top-50. По ходу сезона он стал играющим тренером молодого югославского теннисиста Горана Иванишевича, с которым дошёл в 1990 году в Брюсселе до последнего в карьере финала на профессиональном турнире.
Балаж Тароци завершил игровую карьеру в конце 1990 года, являясь обладателем 13 титулов в одиночном и 26 — в парном разряде, включая две победы в турнирах Большого шлема и три в Итоговом турнире WCT. Он на протяжении 14 лет был основной силой сборной Венгрии в Кубке Дэвиса, проведя за это время 95 игр в 33 матчах и одержав 76 побед (50 в одиночном и 26 в парном разряде). На его счету в эти годы были победы над лидерами сборных Испании, Италии, Чехословакии, ФРГ и Швейцарии и только отсутствие партнёров столь же высокого класса так и не позволило венграм пробиться дальше финала Европейской зоны, до которого они доходили в 1976, 1978 и с 1981 по 1984 годы. Тароци до настоящего времени остаётся рекордсменом сборной Венгрии по всем основным показателям, за исключением числа сыгранных сезонов. После окончания активной карьеры Тароци некоторое время был капитаном сборной, а в 2000—2003 годах возглавлял Ассоциацию профессиональных теннисистов Венгрии.

## Титулы в профессиональных турнирах за карьеру (39)

### Одиночный разряд (13)
| №   | Дата        | Турнир                                    | Покрытие | Соперник в финале | Счёт в финале           |
| --- | ----------- | ----------------------------------------- | -------- | ----------------- | ----------------------- |
| 1.  | 21 июл 1974 | Открытый чемпионат Австрии, Кицбюэль      | Грунт    | Онни Парун        | 6-1, 6-4, 6-4           |
| 2.  | 13 июл 1976 | Открытый чемпионат Нидерландов, Хилверсюм | Грунт    | Рикардо Кано      | 6-7, 2-6, 6-1, 6-3, 6-4 |
| 3.  | 24 июл 1978 | Открытый чемпионат Нидерландов (2)        | Грунт    | Том Оккер         | 2-6, 6-1, 6-2, 6-4      |
| 4.  | 9 окт 1978  | Барселона, Испания                        | Грунт    | Илие Настасе      | 1-6, 7-5, 4-6, 6-3, 6-4 |
| 5.  | 11 июн 1979 | Брюссель, Бельгия                         | Грунт    | Иван Лендл        | 6-1, 1-6, 6-3           |
| 6.  | 23 июл 1979 | Открытый чемпионат Нидерландов (3)        | Грунт    | Томаш Шмид        | 6-2, 6-2, 6-1           |
| 7.  | 14 июл 1980 | Открытый чемпионат Швеции, Бостад         | Грунт    | Тони Джаммалва    | 6-3, 3-6, 7-6           |
| 8.  | 21 июл 1980 | Открытый чемпионат Нидерландов (4)        | Грунт    | Харун Исмаил      | 6-3, 6-2, 6-1           |
| 9.  | 22 сен 1980 | Женева, Швейцария                         | Грунт    | Адриано Панатта   | 6-3, 6-2                |
| 10. | 20 июл 1981 | Открытый чемпионат Нидерландов (5)        | Грунт    | Хайнц Гюнтхардт   | 6-3, 6-7, 6-4           |
| 11. | 19 окт 1981 | Открытый чемпионат Японии, Токио          | Грунт    | Элиот Телчер      | 6-3, 1-6, 7-6           |
| 12. | 29 мар 1982 | Ницца, Франция                            | Грунт    | Янник Ноа         | 6-2, 3-6, 13-11         |
| 13. | 19 июл 1982 | Открытый чемпионат Нидерландов (6)        | Грунт    | Бастер Моттрам    | 7-6, 6-7, 6-3, 7-6      |

### Парный разряд (26)
| №   | Дата        | Турнир                                    | Покрытие | Партнёр           | Соперники в финале               | Счёт в финале           |
| --- | ----------- | ----------------------------------------- | -------- | ----------------- | -------------------------------- | ----------------------- |
| 1.  | 26 апр 1977 | Мюнхен, Германия                          | Грунт    | Франтишек Пала    | Джон Уитлингер Никола Шпеар      | 6-3, 6-4                |
| 2.  | 24 июл 1978 | Открытый чемпионат Нидерландов, Хилверсюм | Грунт    | Том Оккер         | Боб Кармайкл Марк Эдмондсон      | 7-6, 4-6, 7-5           |
| 3.  | 21 авг 1978 | Бостон, США                               | Грунт    | Виктор Печчи      | Ван Винитски Хайнц Гюнтхардт     | 6-3, 3-6, 6-1           |
| 4.  | 29 окт 1978 | Вена, Австрия                             | Хард (i) | Виктор Печчи      | Фрю Макмиллан Боб Хьюитт         | 6-3, 6-7, 6-4           |
| 5.  | 23 июл 1979 | Открытый чемпионат Нидерландов (2)        | Грунт    | Том Оккер         | Ян Кодеш Томаш Шмид              | 6-1, 6-3                |
| 6.  | 21 июл 1980 | Открытый чемпионат Нидерландов (3)        | Грунт    | Том Оккер         | Тони Джаммалва Бастер Моттрам    | 7-5, 6-3, 7-6           |
| 7.  | 22 сен 1980 | Женева, Швейцария                         | Грунт    | Желько Франулович | Маркус Гюнтхардт Хайнц Гюнтхардт | 6-4, 4-6, 6-4           |
| 8.  | 17 ноя 1980 | Болонья, Италия                           | Ковёр    | Бутч Уолтс        | Стив Дентон Пол Макнами          | 2-6, 6-3, 6-0           |
| 9.  | 9 мар 1981  | Каир, Египет                              | Грунт    | Исмаил эль-Шафей  | Паоло Бертолуччи Джанни Оклеппо  | 6-7, 6-3, 6-1           |
| 10. | 13 апр 1981 | Монте-Карло, Монако                       | Грунт    | Хайнц Гюнтхардт   | Павел Сложил Томаш Шмид          | 6-3, 6-3                |
| 11. | 25 мая 1981 | Открытый чемпионат Франции, Париж         | Грунт    | Хайнц Гюнтхардт   | Терри Мур Элиот Телчер           | 6-2, 7-6, 6-3           |
| 12. | 20 июл 1981 | Открытый чемпионат Нидерландов (4)        | Грунт    | Хайнц Гюнтхардт   | Реймонд Мур Эндрю Паттисон       | 6-0, 6-2                |
| 13. | 21 сен 1981 | Женева (2)                                | Грунт    | Хайнц Гюнтхардт   | Павел Сложил Томаш Шмид          | 6-4, 3-6, 6-2           |
| 14. | 19 окт 1981 | Открытый чемпионат Японии, Токио          | Грунт    | Хайнц Гюнтхардт   | Роберт ван'т Хоф Ларри Стефанки  | 3-6, 6-2, 6-1           |
| 15. | 5 янв 1982  | Итоговый турнир WCT, Лондон               | Ковёр    | Хайнц Гюнтхардт   | Стив Дентон Кевин Каррен         | 6-7, 6-3, 7-5, 6-4      |
| 16. | 17 мая 1982 | Открытый чемпионат Италии, Рим            | Грунт    | Хайнц Гюнтхардт   | Войцех Фибак Джон Фицджеральд    | 6-4, 4-6, 6-3           |
| 17. | 3 янв 1983  | Итоговый турнир WCT (2)                   | Ковёр    | Хайнц Гюнтхардт   | Брайан Готтфрид Рауль Рамирес    | 6-3, 7-5, 7-6           |
| 18. | 7 мар 1983  | Брюссель, Бельгия                         | Ковёр    | Хайнц Гюнтхардт   | Матс Виландер Ханс Симонссон     | 6-2, 6-4                |
| 19. | 28 мар 1983 | Монте-Карло (2)                           | Грунт    | Хайнц Гюнтхардт   | Анри Леконт Янник Ноа            | 6-2, 6-4                |
| 20. | 9 мая 1983  | Открытый Гран-при Германии, Гамбург       | Грунт    | Хайнц Гюнтхардт   | Брайан Готтфрид Марк Эдмондсон   | 7-6, 4-6, 6-4           |
| 21. | 18 июл 1983 | Открытый чемпионат Нидерландов (5)        | Грунт    | Хайнц Гюнтхардт   | Ян Кодеш Томаш Шмид              | 3-6, 6-2, 6-3           |
| 22. | 18 фев 1985 | Ла-Квинта, Калифорния, США                | Хард     | Хайнц Гюнтхардт   | Роберт Сегусо Кен Флэк           | 3-6, 7-6, 6-3           |
| 23. | 24 июн 1985 | Уимблдонский турнир, Лондон               | Трава    | Хайнц Гюнтхардт   | Пэт Кэш Джон Фицджеральд         | 6-4, 6-3, 4-6, 6-3      |
| 24. | 6 янв 1986  | Итоговый турнир WCT (3)                   | Ковёр    | Хайнц Гюнтхардт   | Пол Аннакон Кристо ван Ренсбург  | 6-4, 1-6, 7-6, 6-7, 6-4 |
| 25. | 17 окт 1988 | Вена (2)                                  | Ковёр    | Алекс Антонич     | Кевин Каррен Томаш Шмид          | 4-6, 6-3, 7-6           |
| 26. | 1 мая 1989  | Мюнхен (2)                                | Грунт    | Хавьер Санчес     | Питер Дуган Лори Уордер          | 7-6, 6-7, 7-6           |